# فيكتور كروز
فيكتور كروز (بالإنجليزية: Victor Cruz)‏ (و. 1986  م) هو لاعب كرة قدم أمريكية، من الولايات المتحدة، ولد في باترسون، يلعب كمستقبل واسع ‏.

## التعليم
تعلم في Paterson Catholic High School ‏.

## روابط خارجية
- فيكتور كروز على موقع إي إس بي إن.كوم (أن.أف.أل)3
- فيكتور كروز على موقع مرجع كرة القدم المحترفة.كوم (الإنجليزية)